# Forgotten (film, 2017)
Pour l’article homonyme, voir Forgotten.
Pour plus de détails, voir Fiche technique et Distribution.
Forgotten (hangeul : 기억의 밤 ; RR : Gieokeui bam ; litt. « Nuit à retenir ») est un film sud-coréen réalisé par Jang Hang-jun, sorti en 2017.

## Synopsis
Un homme est amnésique depuis son enlèvement et sa séquestration qui a duré dix-neuf jours : son jeune frère, très déterminé, recherche la raison de son enlèvement.

## Fiche technique
Sauf indication contraire ou complémentaire, les informations mentionnées dans cette section peuvent être confirmées par la base de données de KMDb
- Titre original : 기억의 밤
- Titre international et français : Forgotten
- Titres provisoires : Night of Memories et Recall the Night
- Réalisation et scénario : Jang Hang-jun
- Musique : Kim tae-hun
- Décors : Choi Im
- Costumes : Kim Jeong-won
- Photographie : Kim Il-yeon
- Son : Gong Tae-won
- Montage : Heo Sun-mi et Jo Han-ul
- Production : Jang Won-seok
- Production déléguée : Park Joon-shik
- Société de production : B.A. Entertainment[1]
- Société de distribution : M-Line Distribution[1]
- Pays de production :  Corée du Sud
- Langue originale : coréen
- Format : couleur
- Genre : suspense, policier
- Durée : 109 minutes
- Date de sortie :
  - Corée du Sud : 29 novembre 2017
  - Monde : 21 février 2018 (Netflix)

## Distribution
- Kang Ha-neul : Jin-seok
- Kim Mu-yeol (en) : Yoo-seok
- Moon Sung-keun : le père
- Choi Go (en) : Choi Seung-uk
- Kim Hyun-mok (en) : l'étudiant au poste de police
- Yoo In-soo : l'étudiante
- Nam Myeong-ryeol : le professeur Choi
- Lee Sung-woo : l’inspecteur

## Production
Tournage
Le tournage a lieu entre 11 mars et 8 juin 2017,.

## Accueil
Sortie
Forgotten sort le 29 novembre en Corée du Sud, tout comme sur Netflix dans 190 pays.